# Parametrodes
Parametrodes är ett släkte av fjärilar. Parametrodes ingår i familjen mätare.
Kladogram enligt Catalogue of Life:
| Parametrodes | \| \| Parametrodes aurantiacata \| \| \| \| \| \| Parametrodes dispar \| \| \| \| |
|              | \| \| Parametrodes aurantiacata \| \| \| \| \| \| Parametrodes dispar \| \| \| \| |
|              | Parametrodes aurantiacata                                                         |
|              |                                                                                   |
|              | Parametrodes dispar                                                               |
|              |                                                                                   |